# Svedmyra (tunnelbanestation)
Svedmyra är en station i Stockholms tunnelbana som trafikeras av T-bana 1 (gröna linjen) och ligger mellan stationerna Sockenplan och Stureby. Trots namnet ligger den inte i stadsdelen Svedmyra utan i Stureby i Söderort inom Stockholms kommun.
Stationen ligger vid Tussmötevägen mellan Öknebovägen och Stureby sjukhem vid Svedmyraplan. Avståndet till station Slussen är 5,2 kilometer. Från entrén sett går spåret till vänster till Hässelby strand medan spåret till höger går till Hagsätra.
Svedmyra invigdes den 9 september 1951 och har en plattform utomhus. Torgny Larsson gjorde 1991 en 40 meter lång glasskärm med lövträdsblad samt en skulptur på perrongen. En hissvägg kläddes samma år med keramik av Barbro Johansson. Den konstnärliga utsmyckningen kompletterades 2012 med en fondvägg i mosaik i biljetthallen av Torgny Larsson.
Redan 1930 drogs spårvägen Örbybanan förbi och hade hållplats här kallad Svedmyran. Tunnelbanesträckan mellan Globens station och Stureby station följer den gamla spårvägslinjen.

## Framtid
Från cirka 2030 kommer stationen att ligga på Blå linjen istället för på Gröna. Det gäller alla stationer från Sockenplan till Hagsätra. Hagsätragrenen blir då en av Blå linjens grenar i söder. Vid den nya stationen Sofia kommer banan grena sig i Nackagrenen respektive Hagsätragrenen.

## Fotogalleri

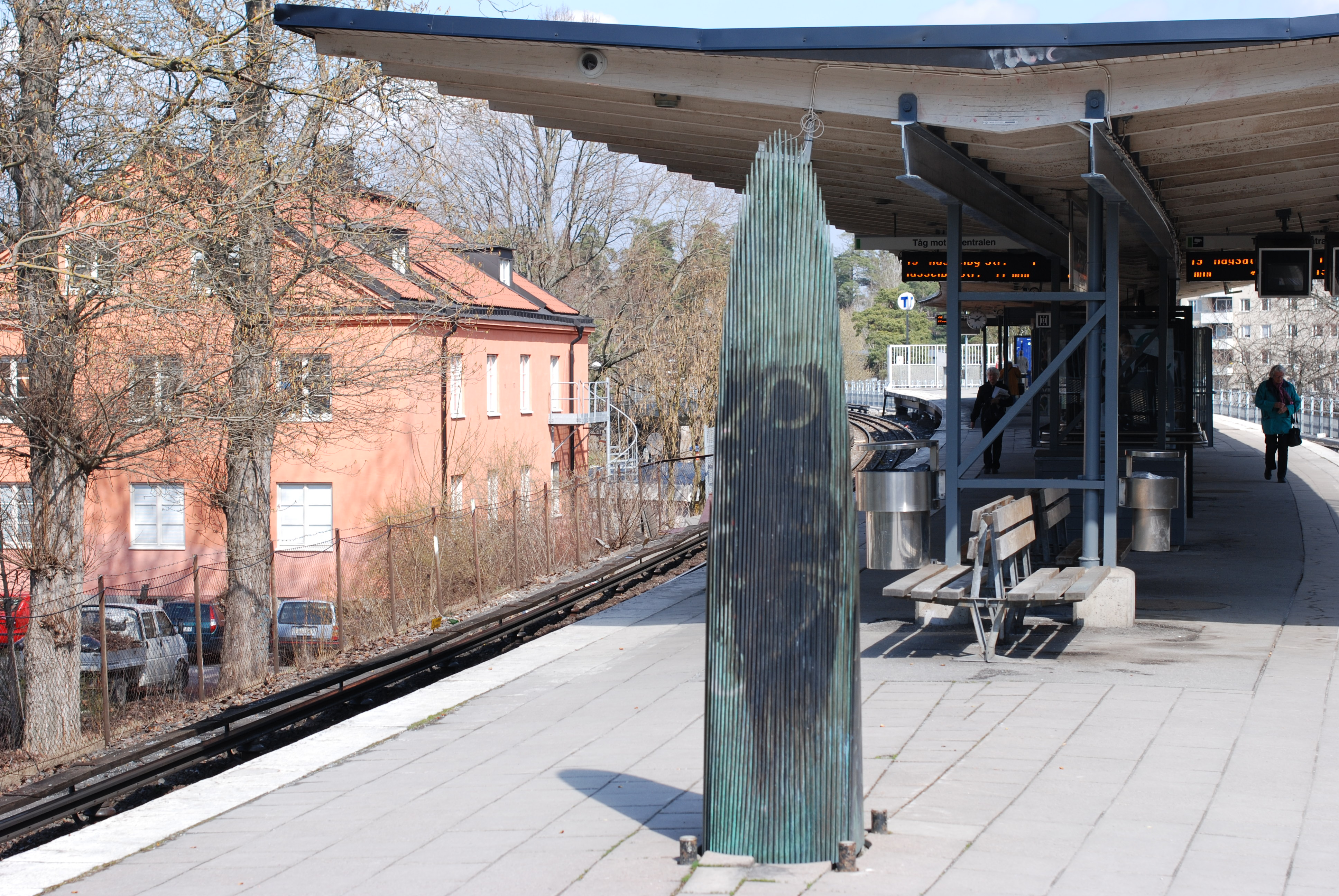
Skulptur av Torgny Larsson
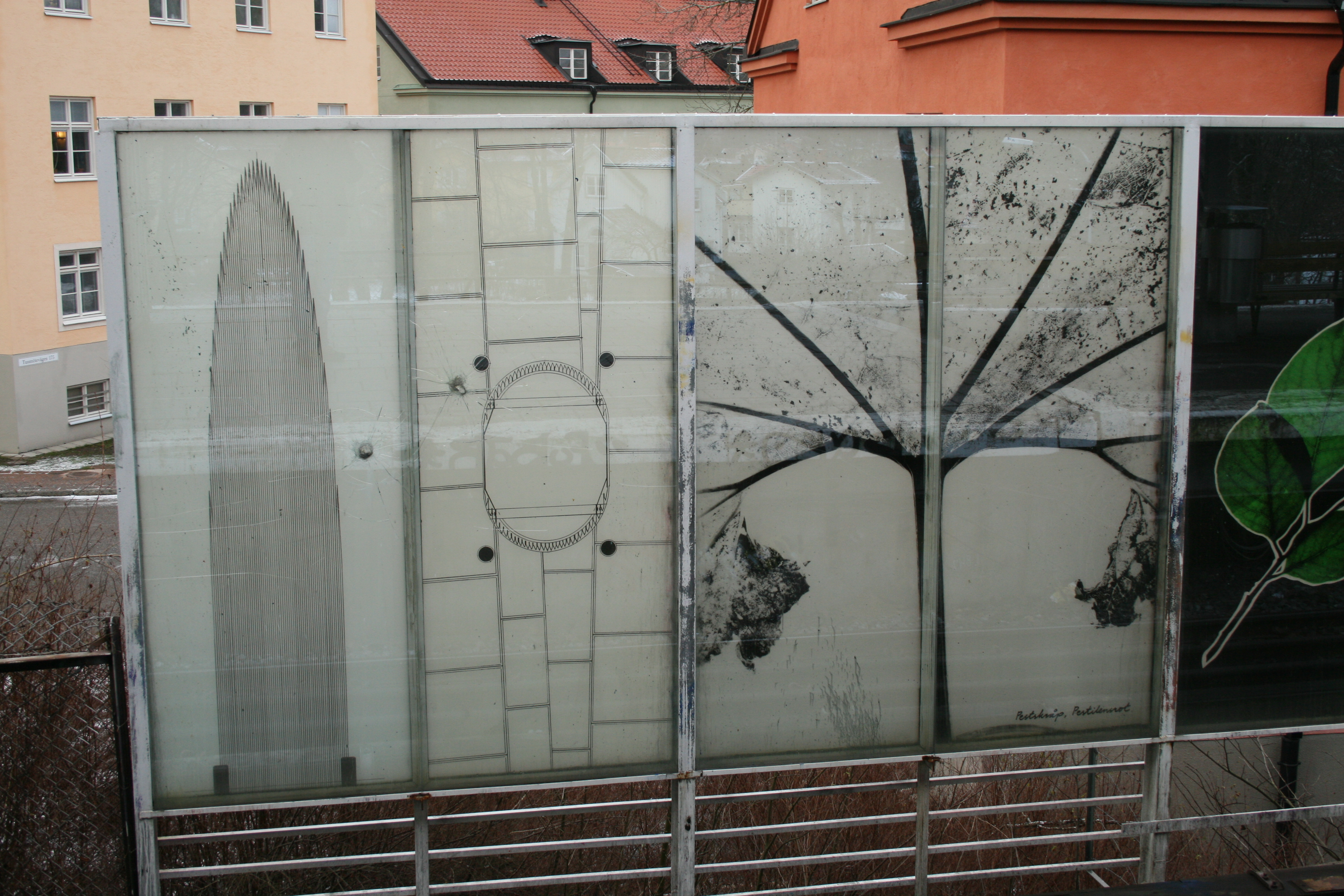
Glasskärm av Torgny Larsson
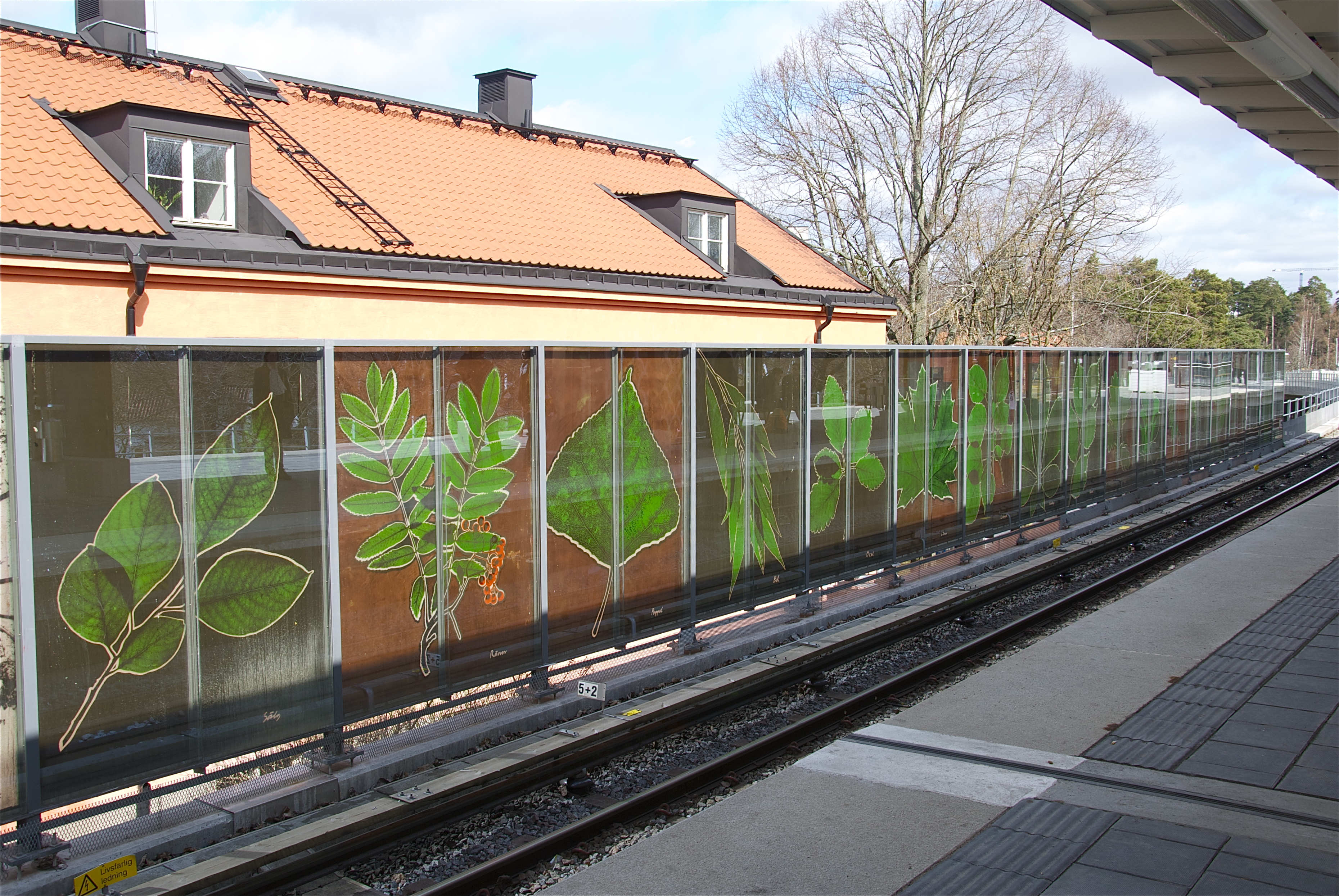
Glasskärm av Torgny Larsson
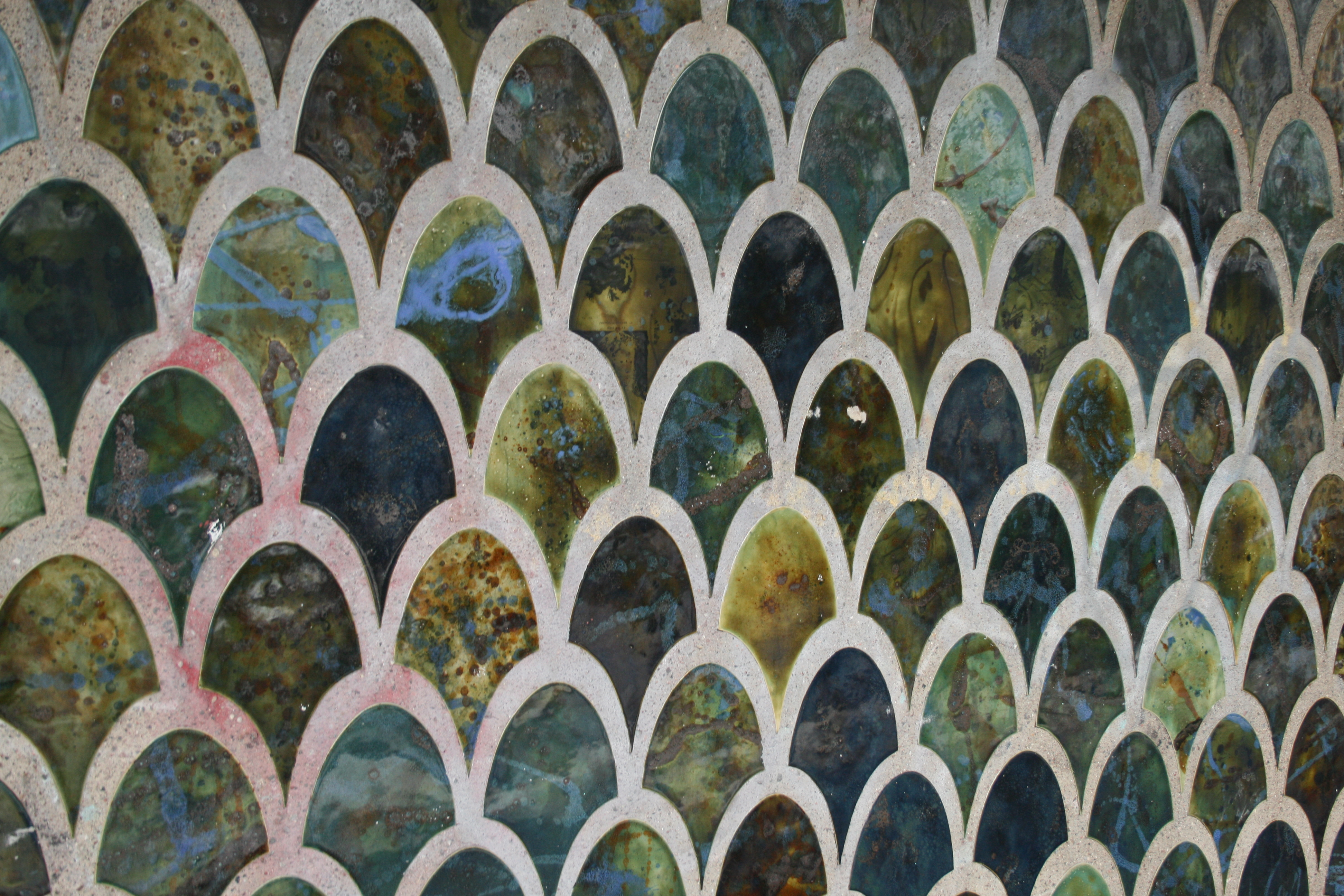
Keramik av Barbro Johansson
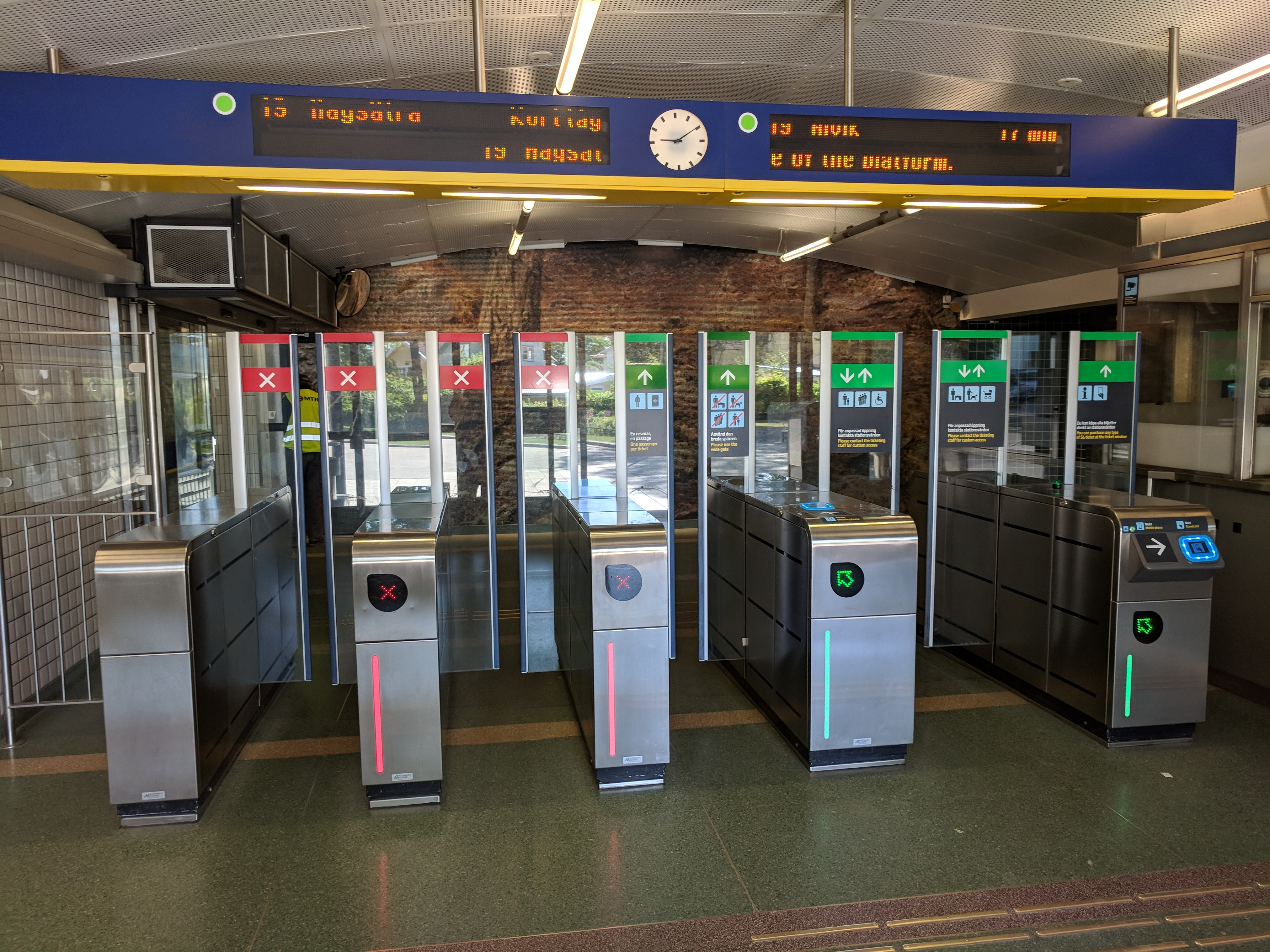
Biljetthallen
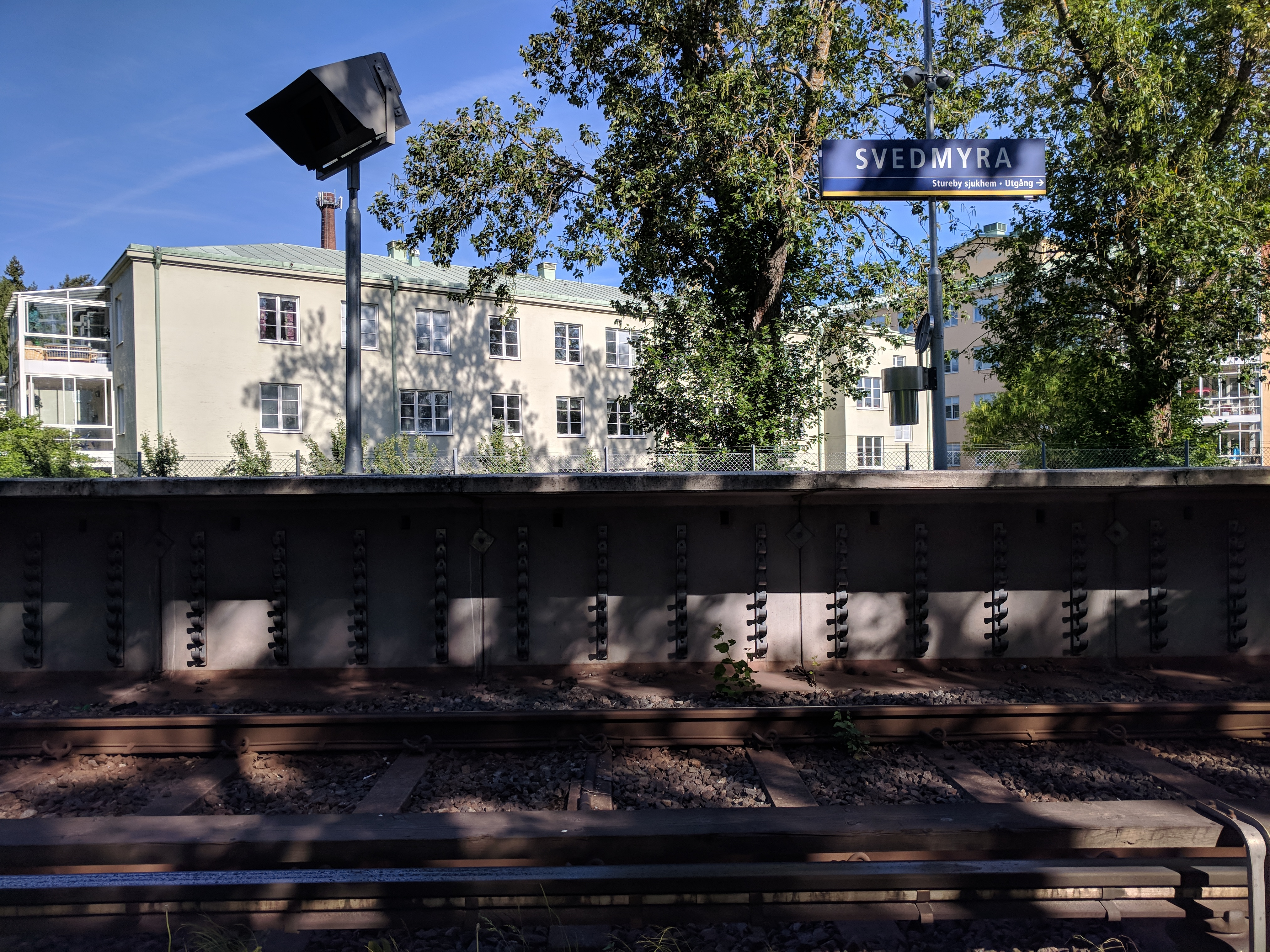
Perrongen
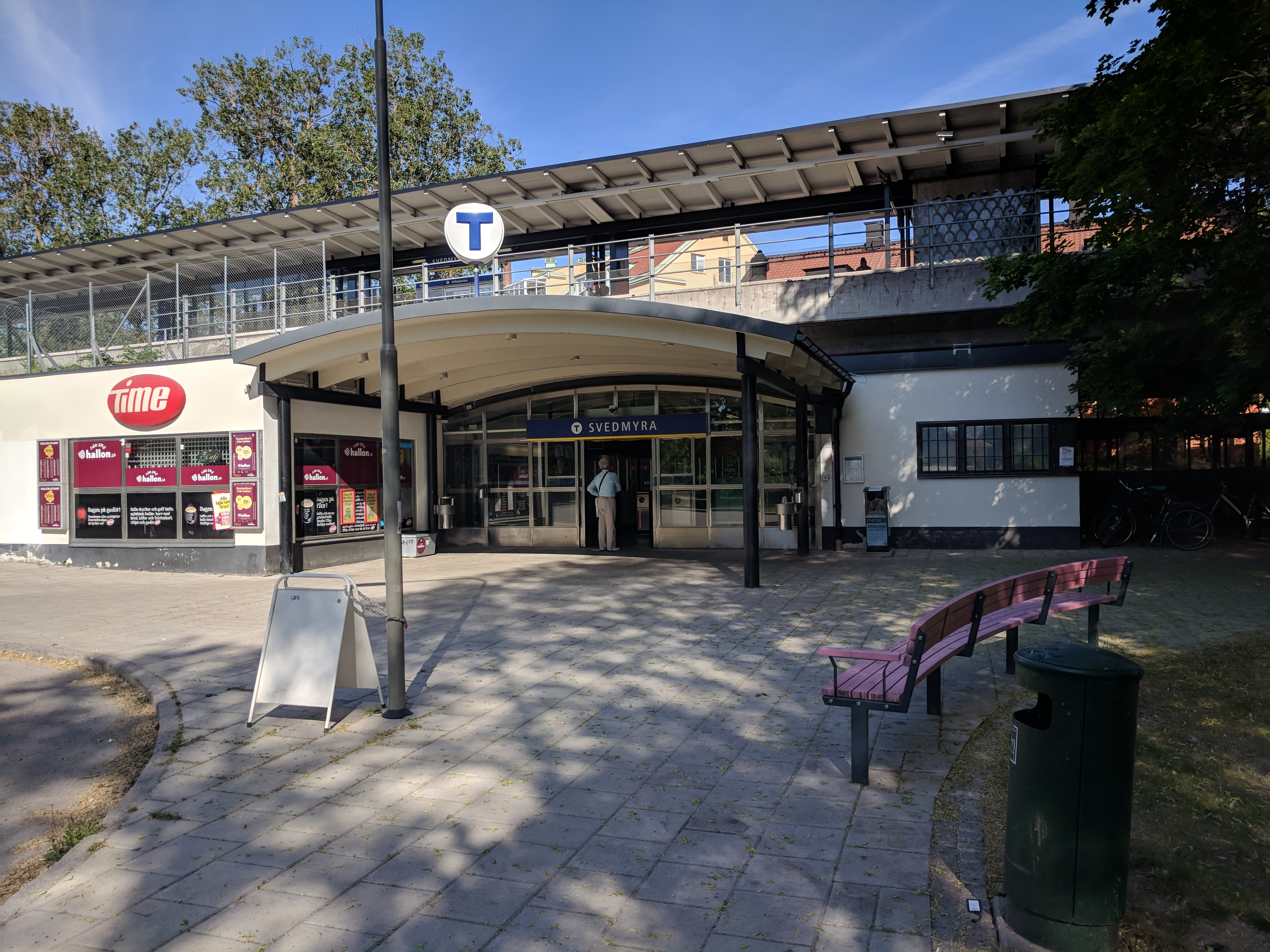
Ingång
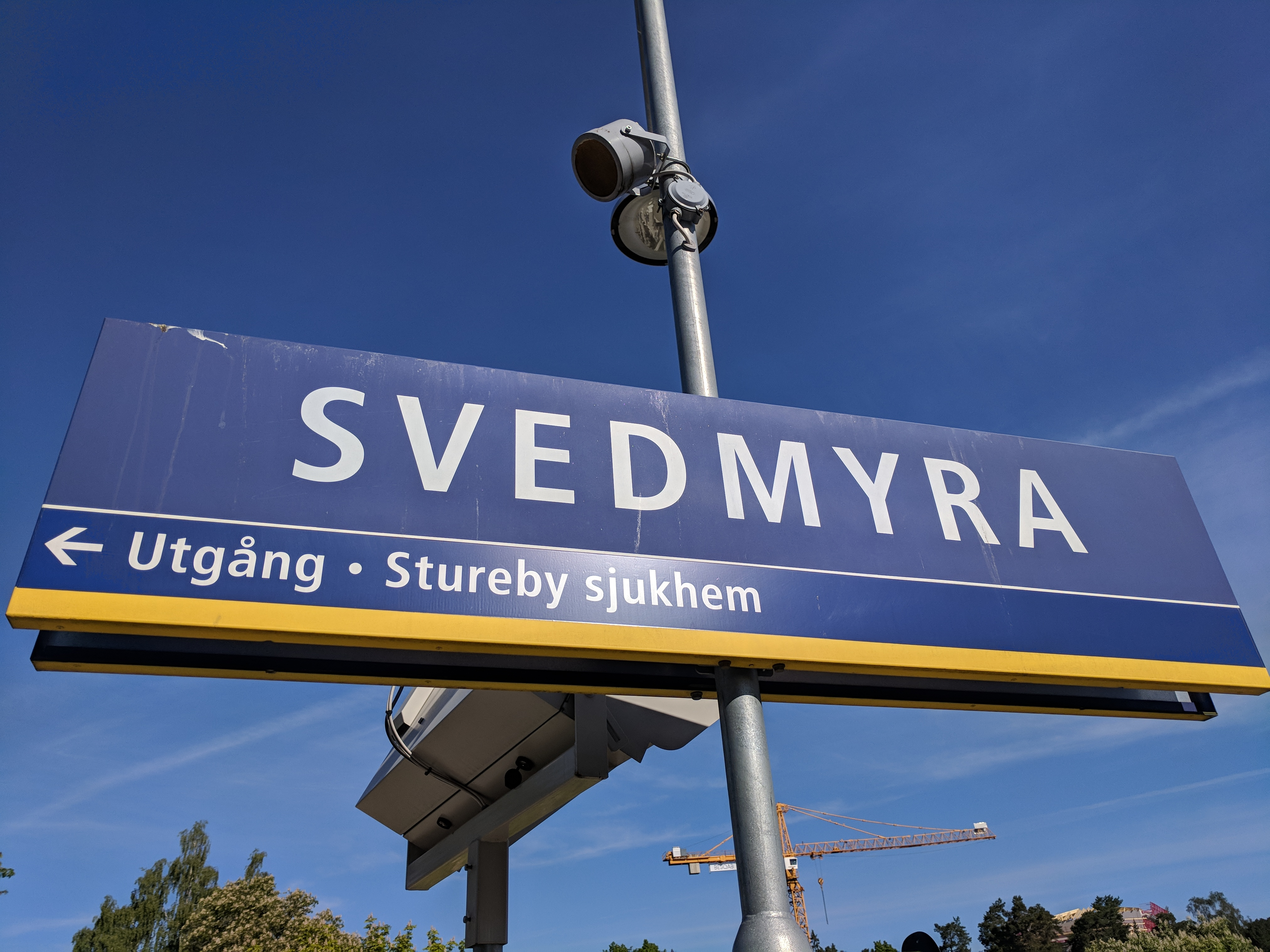
Stationsskylt